# Salles-d’Aude
Salles-d’Aude – miejscowość i gmina we Francji, w regionie Oksytania, w departamencie Aude. Przez gminę przepływa rzeka Aude.
Według danych na rok 1990 gminę zamieszkiwało 1710 osób, a gęstość zaludnienia wynosiła 94 osoby/km² (wśród 1545 gmin Langwedocji-Roussillon Salles-d’Aude plasuje się na 220. miejscu pod względem liczby ludności, natomiast pod względem powierzchni na miejscu 432.).

## Zabytki
Zabytki w miejscowości posiadające status monument historique:
- zamek Celeyran (château de Celeyran)